# Metro de Copenhague
El Metro de Copenhague (en danés: Københavns Metro) es un sistema de ferrocarril metropolitano que da servicio a la ciudad de Copenhague, capital de Dinamarca, y a su área metropolitana. Forma parte del sistema de transporte público de la ciudad y se extiende hasta la cercana Frederiksberg. El sistema, que se abrió en 2002, recorre la ciudad de norte a sur y enlaza con las estaciones del S-Tog del centro en Nørreport. Tiene una longitud bastante reducida, aunque se está trabajando intensamente en su ampliación y, por ejemplo, ya es posible llegar en metro al aeropuerto de Kastrup.
Es un metro bastante moderno y curioso. Los trenes van sin conductor, así que si nos colocamos en el extremo del tren podremos ver avanzar la vía frente a nosotros. Además, las estaciones del centro de la ciudad tienen cerrado el acceso a las vías por mamparas de cristal que sólo se abren cuando se detienen los trenes.
El metro ha inspirado a otras ciudades europeas con planes similares a que construyan o amplíen sus redes de metro. Estos incluyen las ciudades italianas de Brescia, de Roma, y de Milán y la griega Tesalónica, y todos a su vez han firmado los contratos con Ansaldo, el abastecedor del sistema de conducción automática del metro.
En octubre de 2019 fue inaugurada la línea circular llamada Cityringen. Tiene 15.5 km de extensión y la totalidad de la línea discurre en túnel, conectando los distritos de Østerbro, Nørrebro y Vesterbro con Frederiksberg. La línea tiene 17 estaciones y el trayecto completo se estima en 25 minutos. 

## Líneas
| Línea | Color    | Terminales           | Abierta | Longitud | Estaciones |
| ----- | -------- | -------------------- | ------- | -------- | ---------- |
|       | Verde    | Vanløse ⇌ Vestamager | 2002    | 14.3 km  | 15         |
|       | Amarillo | Vanløse ⇌ Lufthavnen | 2002    | 10.2 km  | 11         |
|       | Rojo     | Circular             | 2019    | 15.5 km  | 17         |
|       | Azul     | Nordhavn ⇌ Sydhavn   | 2020*   | s/d      | 8          |

* El ramal de Nordhavn fue abierto en marzo de 2020, mientras que el ramal de Sydhavn se espera que esté completado para 2024, el número de estaciones son del tramo ya operativo.